# Filozofska logika
Filozofska logika se odnosi na ona područja filozofije u kojima se priznate metode logike tradicionalno koriste za rešavanje ili unapređivanje rasprave o filozofskim problemima. Među njima, Sibil Volfram ističe proučavanje argumenta, značenja i istine, dok Kolin Makgin predstavlja identitet, postojanje, predviđanje, neophodnost i istinu, kao glavne teme svoje knjige o ovoj temi.
Filozofska logika takođe govori o proširenjima i alternativama tradicionalne, „klasične” logike poznatim kao „neklasična” logika. Oni dobivaju više pažnje u tekstovima poput Filozofske logike autora Džona P. Burgesa, Blekvelova pratilja filozofske logike, ili u višetomnom Priručniku filozofske logike, koji su uredili Dov M. Gabej i Franc Guntner.

## Definicija i srodna polja
Termin „filozofska logika“ koriste različiti teoretičari na donekle različite načine. Kada se razume u užem smislu, kao što je objašnjeno u ovom članku, filozofska logika je oblast filozofije koja proučava primenu logičkih metoda na filozofske probleme. Ovo se obično dešava u obliku razvoja novih logičkih sistema da bi se bilo proširila klasična logika na nove oblasti ili da bi se ona modifikovala da bi uključila određene logičke intuicije koje klasična logika ne tretira pravilno. U tom smislu, filozofska logika proučava različite oblike neklasične logike, poput modalne i deontičke logike. Na ovaj način, različiti fundamentalni filozofski koncepti, kao što su mogućnost, neophodnost, obaveza, dozvola i vreme, tretiraju se na logički precizan način tako što se formalno izražavaju inferencijalne uloge koje imaju u odnosu jedan prema drugom. Neki teoretičari shvataju filozofsku logiku u širem smislu kao proučavanje obima i prirode logike uopšte. Sa ovog stanovišta, ona istražuje različite filozofske probleme koje pokreće logika, uključujući osnovne koncepte logike. U ovom širem smislu, može se shvatiti kao identična filozofiji logike, gde se o ovim temama raspravlja. Ovaj članak razmatra samo usko shvatanje filozofske logike. U tom smislu, ona čini jedno područje filozofije logike.
Centralno za filozofsku logiku je razumevanje šta je logika i kakvu ulogu u njoj igra filozofska logika. Logika se može definisati kao proučavanje validnih zaključaka. Zaključak je korak rasuđivanja u kojem se kreće od premisa do zaključka. Često se umesto toga koristi i termin „argument”. Zaključak je validan ako je nemoguće da premise budu istinite, a zaključak netačan. U tom smislu, istinitost premisa obezbeđuje istinitost zaključka. Ovo se može izraziti u smislu pravila zaključivanja: zaključak je validan ako njegova struktura, odnosno način na koji se formiraju njegove premise i zaključak, sledi pravilo zaključivanja. Različiti sistemi logike daju različite račune kada je zaključak validan. To znači da koriste različita pravila zaključivanja. Tradicionalno dominantan pristup validnosti naziva se klasična logika. Međutim filozofska logika se bavi neklasičnom logikom: ona proučava alternativne sisteme zaključivanja. Motivacije za to se grubo mogu podeliti u dve kategorije. Za neke je klasična logika preuska: izostavlja mnoga filozofski zanimljiva pitanja. Ovo se može rešiti proširenjem klasične logike dodatnim simbolima da bi se dao logički striktan tretman daljih oblasti. Drugi vide neki nedostatak u samoj klasičnoj logici i pokušavaju da daju suparnički račun zaključivanja. Ovo obično dovodi do razvoja devijantnih logika, od kojih svaka modifikuje fundamentalne principe koji stoje iza klasične logike kako bi ispravili njene navodne nedostatke.

## Klasifikacija logike
Savremeni razvoj u oblasti logike rezultirao je velikom proliferacijom logičkih sistema. Ovo stoji u oštroj suprotnosti sa istorijskom dominacijom Aristotelovske logike, koja se više od dve hiljade godina tretirala kao jedini kanon logike. Traktati o modernoj logici često tretiraju ove različite sisteme kao listu odvojenih tema bez davanja jasne klasifikacije istih. Međutim, jedna klasifikacija koja se često pominje u akademskoj literaturi je proistekla iz rada Suzan Hak i pravi razliku između klasične logike, proširene logike i devijantne logike. Ova klasifikacija se zasniva na ideji da klasična logika, tj. propoziciona logika i logika prvog reda, formalizuje neke od najčešćih logičkih intuicija. U tom smislu, ona predstavlja osnovni prikaz aksioma koji regulišu valjano zaključivanje. Proširena logika prihvata ovaj osnovni nalog i proširuje ga na dodatne oblasti. To se obično dešava dodavanjem novog rečnika, na primer, da bi se izrazila potreba, obaveza ili vreme. Ovi novi simboli se zatim integrišu u logički mehanizam određujući koja se nova pravila zaključivanja primenjuju na njih, kao da ta mogućnost proizilazi iz nužnosti. Devijantne logike, s druge strane, odbacuju neke od osnovnih pretpostavki klasične logike. U tom smislu, one nisu samo puko proširenje, već se često formulišu kao rivalski sistemi koji nude drugačiji prikaz zakona logike.
Izraženo više tehničkim jezikom, razlika između proširene i devijantne logike se ponekad povlači na malo drugačiji način. Prema ovom mišljenju, logika je proširenje klasične logike ako su ispunjena dva uslova: (1) sve dobro oblikovane formule klasične logike su takođe dobro formirane formule u njoj i (2) svi validni zaključci u klasičnoj logici su takođe validni zaključci u njoj. Za devijantnu logiku, s druge strane, (a) njena klasa dobro oblikovanih formula se poklapa sa onom klasične logike, dok (b) neki validni zaključci u klasičnoj logici nisu validni zaključci u njoj. Termin kvazi-devijantna logika se koristi ako (i) uvodi novi rečnik, ali sve dobro oblikovane formule klasične logike su takođe dobro formirane formule u njoj i (ii) čak i kada je ograničena na zaključke koristeći samo rečnik klasične logike, neki validni zaključci u klasičnoj logici nisu validni zaključci u njoj. Termin „devijantna logika“ se često koristi u smislu koji uključuje i kvazi-devijantnu logiku.

## Literatura
- Haack, Susan.  1978.  Philosophy of Logics.  Cambridge University Press.  ( 0-521-29329-4)
- Quine, W. V. O.  2004.  Philosophy of Logic.  2nd ed.  Harvard University Press.  ( 0-674-66563-5)
- Alfred Tarski. 1983. The concept of truth in formalized languages, pp. 152–278, Logic,semantics, metamathematics, papers from 1923 to 1938, ed. John Corcoran (logician), Hackett,Indianapolis 1983.
- Fisher Jennifer, On the Philosophy of Logic, Thomson Wadworth, 2008,  978-0-495-00888-0
- Goble, Lou, ed., 2001. (The Blackwell Guide to) Philosophical Logic. Oxford: Blackwell.  0-631-20693-0.
- Grayling, A. C., 1997. An Introduction to Philosophical Logic. 3rd ed. Oxford: Blackwell.  0-631-19982-9.
- Jacquette, Dale, ed., 2002.  A Companion to Philosophical Logic. Oxford Blackwell.  1-4051-4575-7.
- Kneale, W&M (1962). The development of logic. Oxford. ISBN 9780198247739.
- McGinn, Colin,  2000. Logical Properties: Identity, Existence, Predication, Necessity, Truth. Oxford: Oxford University Press.  0-19-926263-2.
- Quine, Willard Van Orman (1970). Philosophy Of Logic. Prentice Hall: New JerseyUSA.
- Sainsbury, Mark, 2001. Logical Forms: An Introduction to Philosophical Logic. 2nd ed. Oxford: Blackwell.  0-631-21679-0.
- Strawson, PF (1967). Philosophical Logic. Oxford University Press.
- Alfred Tarski,1983. The concept of truth in formalized languages, pp. 152–278, Logic,semantics, metamathematics, papers from 1923 to 1938, ed. John Corcoran (logician), Hackett,Indianapolis 1983.
- Wolfram, Sybil, 1989. Philosophical Logic: An Introduction. London: Routledge. 290 pages.  978-0-415-02318-4
- Journal of Philosophical Logic, Springer SBM
- The London Philosophy Study Guide Архивирано на веб-сајту  (20. јун 2009) offers many suggestions on what to read, depending on the student's familiarity with the subject: Philosophy of Mind Архивирано на веб-сајту  (15. јун 2020)
- AL Engleman "Expressions: A Philosophy of Mind" (CafePress, 2005)
- Richard Rorty, Philosophy and the Mirror of Nature (Princeton, 1980), p. 120, 125.
- Pedro Jesús Teruel, Mente, cerebro y antropología en Kant (Madrid, 2008).  978-84-309-4688-4.
- David J. Ungs, Better than one; how we each have two minds (London, 2004).  978-1-78220-173-1
- Alfred North Whitehead Science and the Modern World (1925; reprinted London, 1985), pp. 68–70.
- Edwin Burtt The Metaphysical Foundations of Modern Physical Science, 2nd ed. (London, 1932), pp. 318–19.
- Felix Deutsch (ed.) On the Mysterious Leap from the Mind to the Body (New York, 1959).
- Herbert Feigl The "Mental" and the "Physical": The Essay and a Postscript (1967), in H. Feigl et al., (eds.), Minnesota Studies in the Philosophy of Science (Minneapolis, 1958), Vol. 2, pp. 370–497, at p. 373.
- Nap Mabaquiao, Jr., Mind, Science and Computation (with foreword by Tim Crane). Manila: De La Salle University Publishing House, 2012.
- Celia Green The Lost Cause: Causation and the Mind–Body Problem. (Oxford: Oxford Forum, 2003). Applies a sceptical view on causality to the problems of interactionism.
- Gyatso, Geshe Kelsang Gyatso, Understanding the Mind: The Nature and Power of the Mind, Tharpa Publications (2nd. ed., 1997)  978-0-948006-78-4
- Gerhard Medicus. Being Human – Bridging the Gap between the Sciences of Body and Mind. Berlin (2015): VWB
- Gerhard Medicus (2017). Being Human – Bridging the Gap between the Sciences of Body and Mind, Berlin VWB
- Scott Robert Sehon, Teleological Realism: Mind, Agency and Explanation. Cambridge: MIT University Press, 2005.

## Spoljašnje veze
- „Theory of Mind”. Internet Encyclopedia of Philosophy.
- Guide to Philosophy of Mind, compiled by David Chalmers.
- MindPapers: A Bibliography of the Philosophy of Mind and the Science of Consciousness, compiled by David Chalmers (Editor) & David Bourget (Assistant Editor).
- Dictionary of Philosophy of Mind, edited by Chris Eliasmith.
- An Introduction to the Philosophy of Mind, by Paul Newall, aimed at beginners.
- A list of online papers on consciousness and philosophy of mind, compiled by David Chalmers
- Field guide to the Philosophy of Mind Архивирано на веб-сајту  (17. август 2020)
- Mind Field: The Playground of Gods, from the Indian Psychology series by Swami Veda Bharati.